# Titularbistum Abidda
Abidda ist ein Titularbistum der römisch-katholischen Kirche.
Es geht zurück auf ein ehemaliges Bistum mit Sitz in der antiken Stadt Abidda.
| Titularbischöfe von Abidda |                           |                                               |                  |                 |
| Nr.                        | Name                      | Amt                                           | von              | bis             |
| 1                          | Wilhelm Josef Duschak SVD | Apostolischer Vikar von Calapan (Philippinen) | 12. Juli 1951    | 5. Mai 1997     |
| 2                          | Peter Louis Cakü          | Weihbischof in Kengtung (Myanmar)             | 20. Mai 1997     | 2. Oktober 2001 |
| 3                          | Mario Aurelio Poli        | Weihbischof in Buenos Aires (Argentinien)     | 8. Februar 2002  | 24. Juni 2008   |
| 4                          | Carlos Suárez Cázares     | Weihbischof in Morelia (Mexiko)               | 4. November 2008 |                 |